# فريدرش والحلف العظيم
فريدرش والحلف العظيم (بالألمانية: Friedrich und die grosse Koalition) مقال من تأليف الكاتب الألماني توماس مان، نُشر في عام 1915. يدافع توماس مان في هذا العمل عن النظام القيصري القائم في تلك الفترة في ألمانيا بقيادة القيصر فريدرش. مما يؤدي إلى تخاصمه مع أخيه الأكبر الديمقراطي هاينريش مان. لاحقاً تخلى مان عن فكره هذا وأصبح من المدافعين عن الديمقراطية في مؤلفه «ماريو والساحر» (Mario und der Zauberer).

## وصلات خارجية
- فريدرش والحلف العظيم، على كتب جوجل.
- فريدرش والحلف العظيم، على الفهرس العالمي.
- فريدرش والحلف العظيم، على موقع أمازون.